# Foljni ležaj
Foljni ležaj (ang. foil bearing ali foil-air bearing) je tip ležaja, ki pri manjših vrtilnih hitrostih deluje kot drsni ležaj, ko pa se hitrost poveča deluje kot pnevmatski (zračni) ležaj. Pri velikih hitrostih ni kontakta in obrabe. Foljni ležaji za razliko do hidrostatčnih ne potrebuje vira napajanja. Lahko delujejo pri zelo nizkih in tudi zelo visokih temperaturah.
Sodobni premazi omogočajo čez 100000 ciklov (zagonov in ustavitev). Moderni ležaji lahko podirajo do 9000 težji tovor kot je masa ležaja.
Foljne ležaje so razvili v 1950ih pri AiResearch Mfg. Co. (Garrett Corporation) za uporabo v vojaški in vesoljski tehniki. Uporabljali so se na turbinskih motorjih in kasneje na številnih drugih področjih. 
Prednosti pred oljnimi ležaji:
- Manjše trenje, manj segrevanja
- Večja zanesljivosti
- Možnost večje hitrosti rotacije
- Tiho delovanje
- Široko razpon delovne temperature  (40–2500 K)
- Manjše vzdrževanje
- Ni kontaminacije z oljem
- Lahko delujejo na kritično vrtilno hitrostjo

Slabosti:
- Manjša nosilnost kot kotalni ali tekočinski ležaji
- Obraba med zagonom in ustavitvijo
- Za obratovanje je potrebna velika hitrost rotacije